# Pimelodella buckleyi
Pimelodella buckleyi är en fiskart som först beskrevs av Boulenger, 1887.  Pimelodella buckleyi ingår i släktet Pimelodella och familjen Heptapteridae. Inga underarter finns listade i Catalogue of Life.